# خوسه گومز دل مورال
خوسه گومز دل مورال (اسپانیایی: José Gómez del Moral‎؛ ۴ دسامبر ۱۹۳۱ - ۷ اوت ۲۰۲۱) دوچرخه‌سوار اهل اسپانیا بود. وی در مسابقات تور دو فرانس شرکت کرده است.